# Эвдык
Эвдык (калм. Өвдг) — посёлок в Кетченеровском районе Калмыкии, в составе Чкаловского сельского муниципального образования. Расположен на западном берегу озера Сарпа (напротив посёлка Цаган-Нур)
Население — 266 (2012)

## Физико-географическая характеристика
Посёлок расположен на востоке Кетченеровского района в пределах Сарпинской низменности, являющейся частью Прикаспийской низменности, на западном берегу озера Сарпа (напротив посёлка Цаган-Нур). Центр посёлка расположен на высоте около 3 метров над уровнем моря. Рельеф местности равнинный. Почвенный покров комплексный: солонцы (автоморфные) и бурые солонцеватые почвы.
Близ посёлка проходит региональная автодорога Кетченеры — Иджил — Солёное Займище. По автомобильным дорогам расстояние до столицы Калмыкии города Элиста составляет 170 км, до районного центра посёлка Кетченеры — 57 км, до административного центра сельского поселения посёлка Чкаловский — 27 км, до ближайшего населённого пункта посёлка Цаган-Нур — 6,5 км.
Климат
Согласно классификации климатов Кёппена-Гейгера посёлок находится в зоне семиаридного климата (Bsk). Среднегодовая температура положительная и составляет +9,3 °С, средняя температура самого холодного месяца января −6,3 °С, самого жаркого месяца июля + 25,1 °С. Многолетняя норма осадков — 300 мм. В течение года количество выпадающих атмосферных осадков распределено относительно равномерно: наименьшее количество выпадает в марте-апреле (по 18 мм), наибольшее — в июне (33 мм).

## Название
Существует несколько версий происхождения топонима Эвдык (калм. Өвдг — колено). Согласно одной из версий, это название происходит от того, что озеро Сарпа, делает близ посёлка изгиб, по своим очертаниям напоминающий колено. По другой версии речь идёт о глубине озера Сарпа — оно в этих местах по колено.

## История
Дата основания не установлена. Предположительно оседлый посёлок, как и другие населённые пункты района, был основан в 1920-х при переходе калмыков к оседлости. С 1930 по 1938 год относился к Сарпинскому улусу. В 1938 году включён в состав Кетченеровского улуса Калмыцкой АССР
28 декабря 1943 года калмыцкое население было депортировано, посёлок, как и другие населённые пункты Кетченеровского улуса Калмыцкой АССР, был передан Астраханской области. После депортации калмыков до восстановления калмыцкой автономии посёлок входил в состав Никольского района Астраханской области, именовался село Озёрное.
Калмыцкое население стало возвращаться после отмены ограничений по передвижению в 1956 году. Посёлок возвращён вновь образованной Калмыцкой автономной области в 1957 году.
В 1961 году указом Президиума Верховного Совета РСФСР посёлок Озёрный переименован в Эвдык.
Почти четыре десятка лет с конца 1950-х Эвдык был фермой № 3 совхоза имени Чкалова, обанкротившегося в 1990-х. Ныне в посёлке более 60 дворов. Здесь компактно проживают представители рода шунгрцахин. В ноябре 2008 года посёлок был газифицирован.

## Население
| 2002 | 2010 | 2012 |
| ---- | ---- | ---- |
| 257  | →257 | ↗266 |

Национальный состав
Согласно результатам переписи 2002 года в посёлке проживали калмыки (100 %)
| Национальность | Численность (2010) | Процент |
| -------------- | ------------------ | ------- |
| Калмыки        | 252                | 95,8%   |
| Русские        | 6                  | 2,3%    |
| Казахи         | 5                  | 1,9%    |
| Всего          | 263                | 100%    |

## Социальная сфера
В посёлке действуют основная (неполная средняя) школа, дом культуры, библиотека.

## Достопримечательности
- Ступа Просветления. Открыта 18 августа 2013 года.